# Hauterivien
Stratigraphie
Valanginien Barrémien
Le Hauterivien ou Hautérivien est le troisième des sept étages stratigraphiques du Crétacé inférieur, entre ≃ -132,6  et ≃ -125,77 Ma
Il tire son nom de la localité d'Hauterive en Suisse.
Il succède au Valanginien et précède le Barrémien.

## Stratotype
Le Hauterivien est une roche calcaire de teinte jaune caractéristique. Il y a plusieurs carrières sur la commune d'Hauterive, toutes fermées. Les premières furent ouvertes par les Romains : on retrouve notamment de la pierre de Hauterive dans les ruines romaines d'Aventicum (Avenches), et dans l'abbatiale de Payerne. Les fossiles caractéristiques de l'Hauterivien sont Hoplites radiatus, Crioceras capricornu, Exogyra couloni et Toxaster complanatus.